# Oblast
Oblast (russisk for "provins", "område") er betegnelsen for administrative områder i følgende lande:
- Bulgarien, se Bulgariens oblaster
- Hviderusland, se Hvideruslands voblaster
- Kasakhstan, se Kasakhstans oblaster
- Kirgisistan, se Kirgisistans oblaster
- Rusland, se Ruslands oblaster
- Ukraine, se Ukraines oblaster

Oblaster fandtes også i:
- Sovjetunionen, se Sovjetunionens oblaster
- Kongeriget Jugoslavien, se Kongeriget Jugoslaviens oblaster
- Under krigene i Jugoslavien udnævnte etniske serbere et antal serbiske autonome oblaster i Bosnien-Hercegovina og Kroatien